# Caravane publicitaire du Tour de France

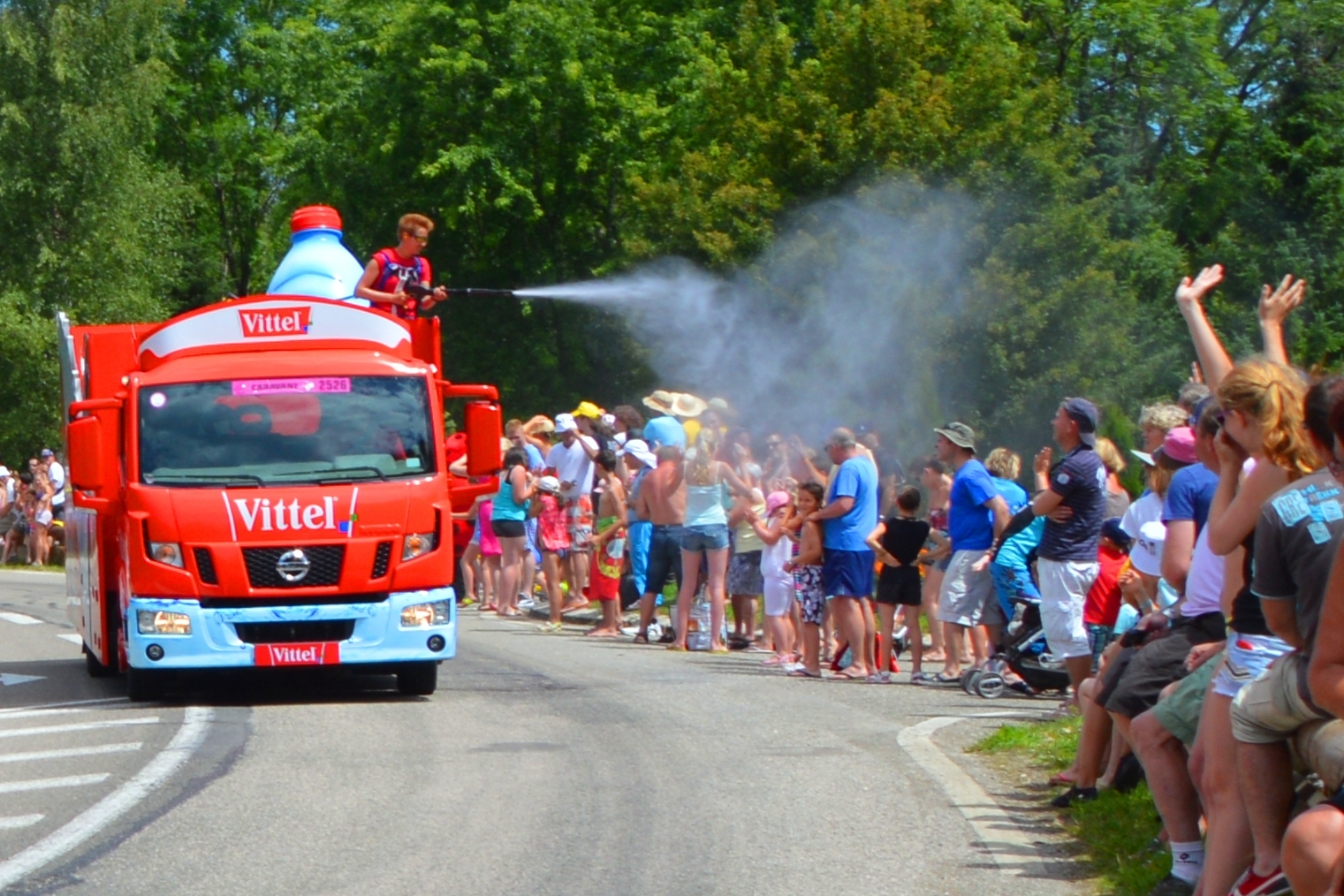
Les caravanes du Tour en 2014.

La caravane publicitaire du Tour de France est un convoi de véhicules publicitaires précédant le passage des coureurs du Tour de France, du Tour de France Femmes et du Tour Alsace. 
Environ deux heures avant le passage des coureurs, la « caravane du Tour » passe et distribue des objets promotionnels et des échantillons en tout genre pendant une trentaine de minutes. Dignes d'une fête foraine, les véhicules sont le plus souvent insolites et décorés, voire complètement transformés par des carrossiers spécialisés tels que Di Rosa, Le Bastard, Chéreau, Cottard, Leffondré, Pourtout, Augereau, Arnault, Rotrou ou encore Heuliez. Ces transformations sont souvent en rapport direct avec le produit de l’annonceur. Le véhicule devient alors un baril de lessive, un moulin à vent, un panier géant, un tonneau de vin, un aspirateur Hoover, etc. Comme il est précisé dans un article du journal spécialisé Autocar & Grands routiers d'octobre 1954, « S’il s’agit de produits de grande consommation, il est préférable d’employer les grands moyens, de choisir des formes et des couleurs tapageuses pour frapper la masse, ce n’est pas toujours de bon goût mais c’est efficace. ».

## Histoire
Depuis sa création en 1903, le Tour de France fait le bonheur des foules venues acclamer les coureurs cyclistes. Imaginé par le journal sportif L’Auto, le Tour devient rapidement une formidable vitrine publicitaire. En 1924, le fabricant de pneumatique Wolber profite du passage du Tour de France pour offrir au public des cartes postales publicitaires. Cependant, au fil des années, l’intérêt du public s'émousse à cause de l'ultra-domination de l’équipe de la marque Alcyon et de ses coureurs victorieux depuis trois ans. Afin de relancer l’attractivité de la course, le directeur du journal L’Auto et directeur du Tour, Henri Desgrange, opère un changement majeur pour l’année 1930. Fini les équipes de marques, place aux équipes nationales. Une révolution qui s’accompagne d’un changement d’équipement. Cela oblige les organisateurs à régler tous les frais des coureurs et même à leur fournir à tous la même bicyclette jaune.
L’idée est ingénieuse pour relancer le suspense de la course mais elle est aussi coûteuse. À la recherche d'une source de financement, Henri Desgrange va finalement accepter la présence de véhicules publicitaires au sein de la course. Il propose aux plus grandes firmes françaises de participer à son invention. C'est la naissance de la caravane publicitaire du Tour de France. Contre une contribution financière, des marques comme La Vache qui rit ou les biscottes Delft sont les premières à participer à cette opération commerciale hors-norme. Il est toutefois à noter que certaines, non officielles, circulaient déjà, comme le cirage Lion Noir, les réveils Bayard et le chocolat Menier en 1929 ; l'année suivante, Menier distribue 500 000 tablettes chocolatées, et même des tasses de chocolat chaud aux coureurs, au sommet des cols. Le succès est au rendez-vous et la formule s’ancre dans la tradition du Tour de France malgré le retour à un format d’équipe parrainé par des marques. Au point de devenir l’une des attractions les plus attendues des spectateurs.
En 1937, Joséphine Baker promeut la banane française sur les routes du Tour et anime des soirs d'épreuve vêtue de son pagne constitué de bananes ; en 1948, Ricard fabrique des milliers d'objets publicitaires à son nom (casquettes, cendriers…) et organise des tournées musicales sur les étapes en employant des vedettes de l'époque, comme Tino Rossi, Charles Trenet puis, dans les années 1960, Annie Cordy. Yvette Horner, d'abord recrutée par la marque Calor en 1952 puis par les apéritifs Suze en 1954 devient rapidement une « icône » du tour, jouant de l'accordéon à la fin de chaque étape, puis tout le long de l'étape du jour, installée sur le toit d'une Citroën Traction 15 CV aménagée, de 1952 à 1963. De 1962 à 1971, l'accordéoniste Roland Zaninetti a accompagné la caravane du Tour en tant qu'accordéoniste officiel. Parmi les autres caravanes et mascottes célèbres, on compte le char de Bic, en forme de stylo (1955), le lion du Crédit lyonnais (depuis 1981) ou encore le main verte du PMU saluant le peloton.

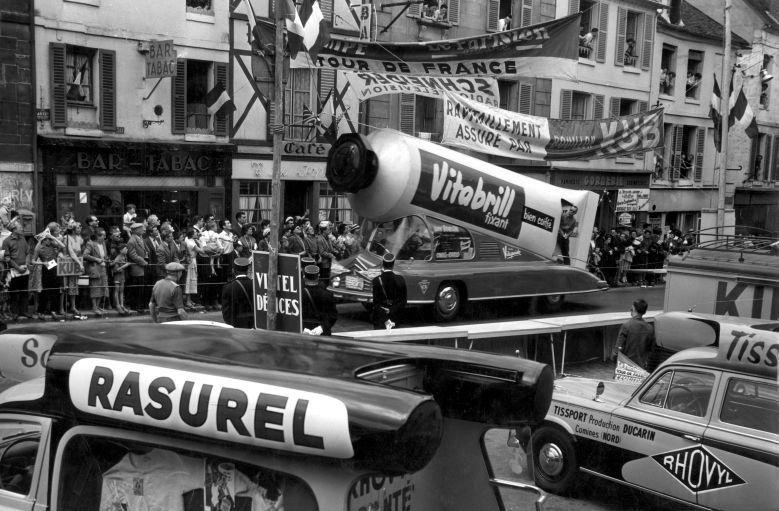
Lors du Tour de France 1958

Dès lors, le nombre de véhicules composant la caravane ne va cesser de croitre. En 1935, vingt-cinq marques y participent. En 1977, on y retrouve 107 véhicules, puis 155 en 1979.
En 2004, la caravane publicitaire était longue de vingt kilomètres pour 200 véhicules assurant 45 minutes de spectacle sur tout le parcours journalier de la course en distribuant onze millions d'échantillons, coupons et autres petits cadeaux de 42 marques différentes. Elle connaît toujours un immense succès auprès des badauds ; certains d'entre eux, campeurs, la suivent plusieurs jours d'étape en étape. Forte de 211 véhicules en 1995 et 219 véhicules en 2006, la direction du Tour choisit toutefois d'en réduire le nombre pour des raisons de sécurité, soit 180 en 2013 ; chaque caravane est choisie après l'examen d'un cahier des charges, où il est précisé que les caravaniers sont harnachés sur les chars.
Aujourd'hui, les véhicules de la gendarmerie font aussi partie de cette caravane, et dispensent des messages de prévention tout en distribuant de petits objets promotionnels, à l’instar des autres caravaniers. Les équipements de signalisation sur ces véhicules de la gendarmerie nationale sont fournis par la société Sirac, filiale française de l'entreprise belge Rauwers.
Dans le cortège depuis des années, la marque Cochonou du groupe Aoste est immanquable avec ses Citroën 2CV en vichy rose. L'événement pèse 50 % des investissements publicitaires de la marque. Pour l'occasion, Cochonou coupe et distribue pas moins de 7 tonnes de saucisson.
Une étude réalisée en 2013 auprès du public du Tour révèle que 47 % des 10 à 12 millions de spectateurs sont venus en priorité pour y voir la caravane publicitaire,, un cortège coloré et festif qui fait partie du paysage estival français. Le public l'attend comme une attraction, en marge du passage des athlètes. La caravane offre un outil commercial sans équivalent puisque les spectateurs viennent à l’annonceur et non l’inverse. Un attrait qui a cependant un coût : une marque doit compter environ 250 000 € pour avoir une place dans le cortège. Cela représente pour elles un gros enjeu marketing annuel. La caravane permet également à des causes humanitaires de communiquer et de faire des appels au don.

## Impact écologique
La « colonne commerciale qui précède le peloton », comme la surnomme le journaliste Jean-Louis le Touzet dans son livre Quand la caravane passe…, est aujourd’hui critiquée. Juste avant l’édition 2019, une trentaine de députés français et diverses ONG signent une tribune dans le Journal du Dimanche pour dénoncer l’impact écologique de la caravane. Ils pointent notamment du doigt la distribution des goodies qui contribuent à « la pollution plastique qui empoisonne nos champs, nos prairies et nos montagnes, qui pollue nos cours d’eau, nos rivières, nos fleuves, nos océans ». Bien sûr, ce ne sont pas les coureurs eux-mêmes qui polluent (ils doivent désormais jeter leurs emballages de nourriture dans des zones dédiées qui sont nettoyées par l'organisation à l'issue de l'étape, et jettent leurs bidons près de spectateurs qui sont ravis de les récupérer), ce sont bien les caravanes qui sont responsables de l'impact environnemental.
Depuis 2020, le Tour de France se veut plus écologique et de nombreux mécontentements concernant la pollution des caravanes publicitaires apparaissent de plus en plus. Avec plus de 18 millions d'objets distribués chaque année par plus de 150 véhicules, l'impact écologique est manifeste.
En 2020 lors du passage du Tour à Lyon, le maire Grégory Doucet exprime son mécontentement quant à la pollution provoquée par les voitures publicitaires et les nombreux goodies distribués. Il souhaite que ces caravanes soient plus éco-responsables.
En 2022, une caravane publicitaire est instaurée pour le Tour de France Femmes. La particularité de celle-ci est de s'arrêter à des endroits précis pour les distributions de goodies, contrairement à celle du Tour de France masculin qui distribue tout le long du trajet.
Le Tour de France se veut désormais durable et le cahier des charges de sa caravane est strict. Ses véhicules sont hybrides ou électriques. Pour les cadeaux, il n'y a plus de plastique, sauf exception. Ils doivent être utile, comme des bobs, des sacs cabas ou de l'alimentaire.

## Galerie

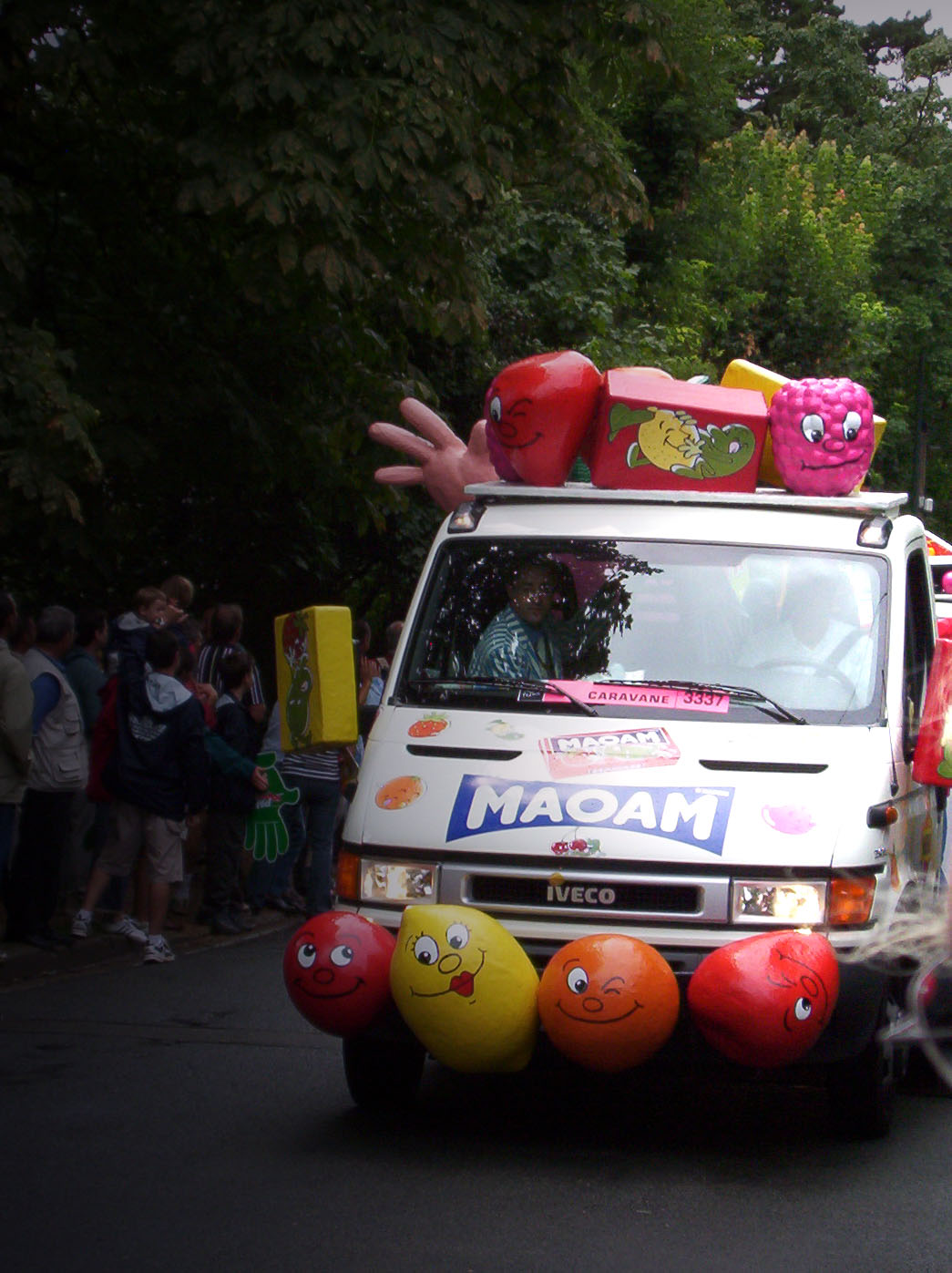
Distribution de bonbons sur le bord de la route.
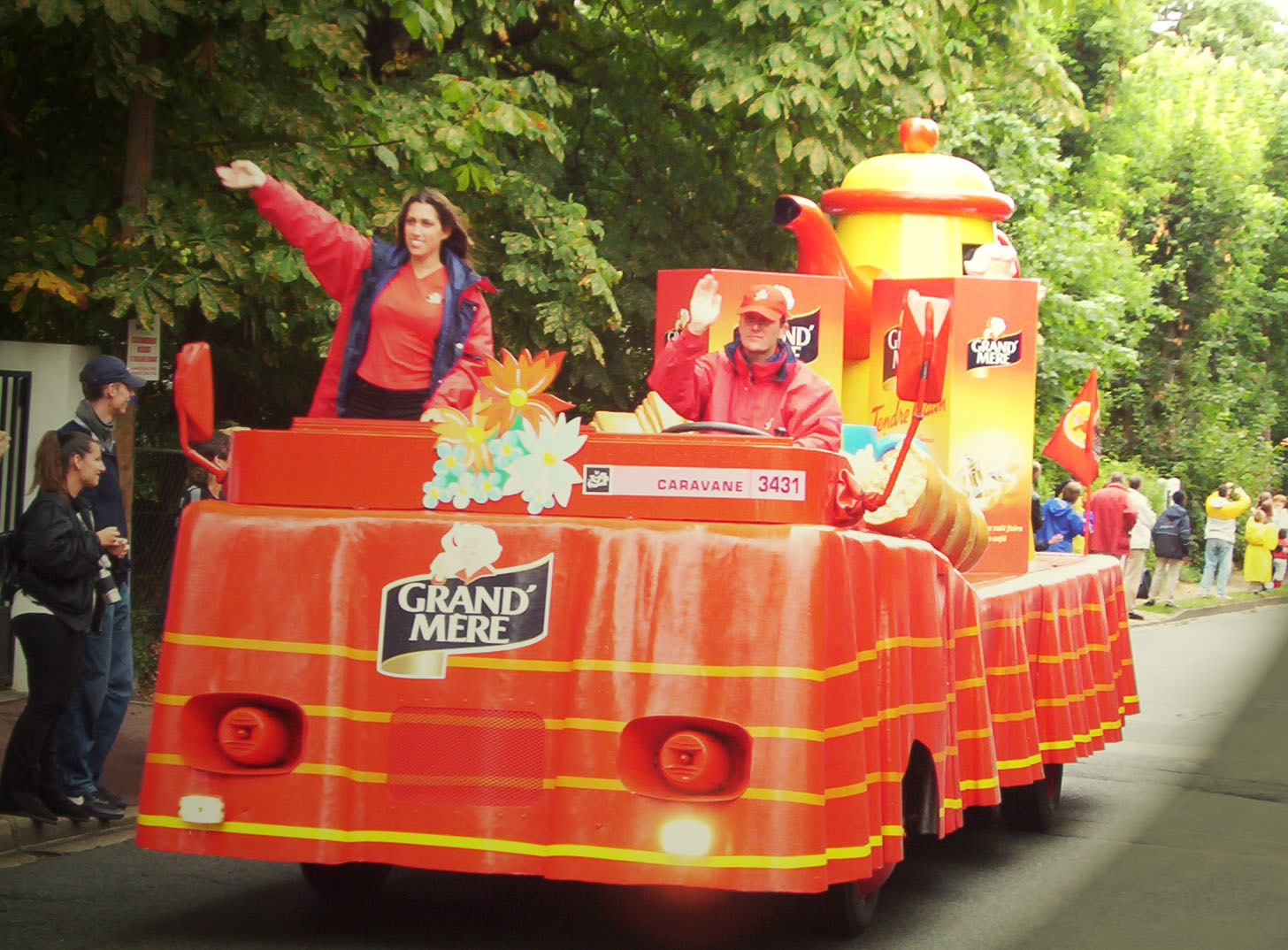
Des chars aux couleurs des marques défilent.
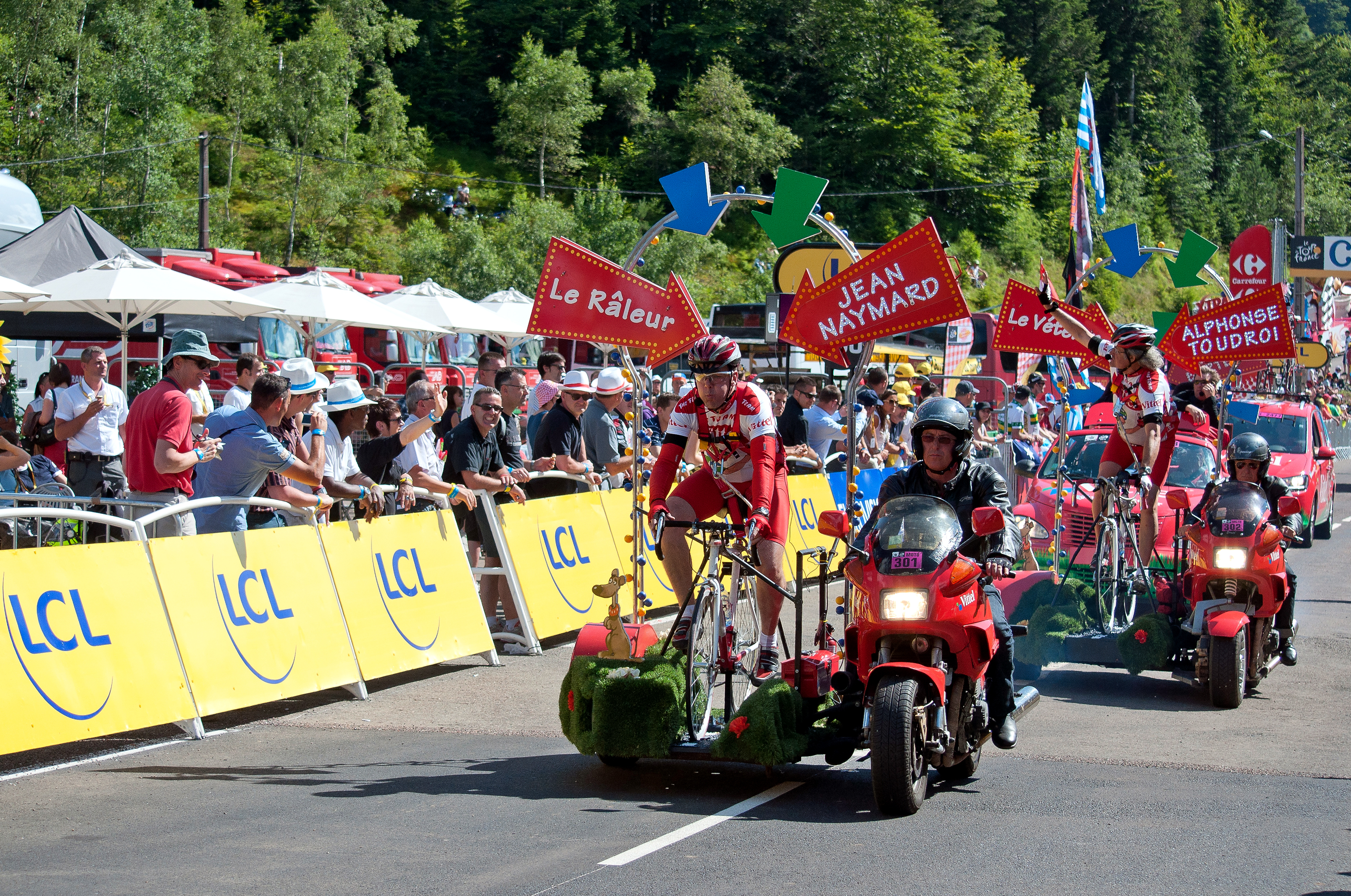
La caravane parodie son Tour de France.
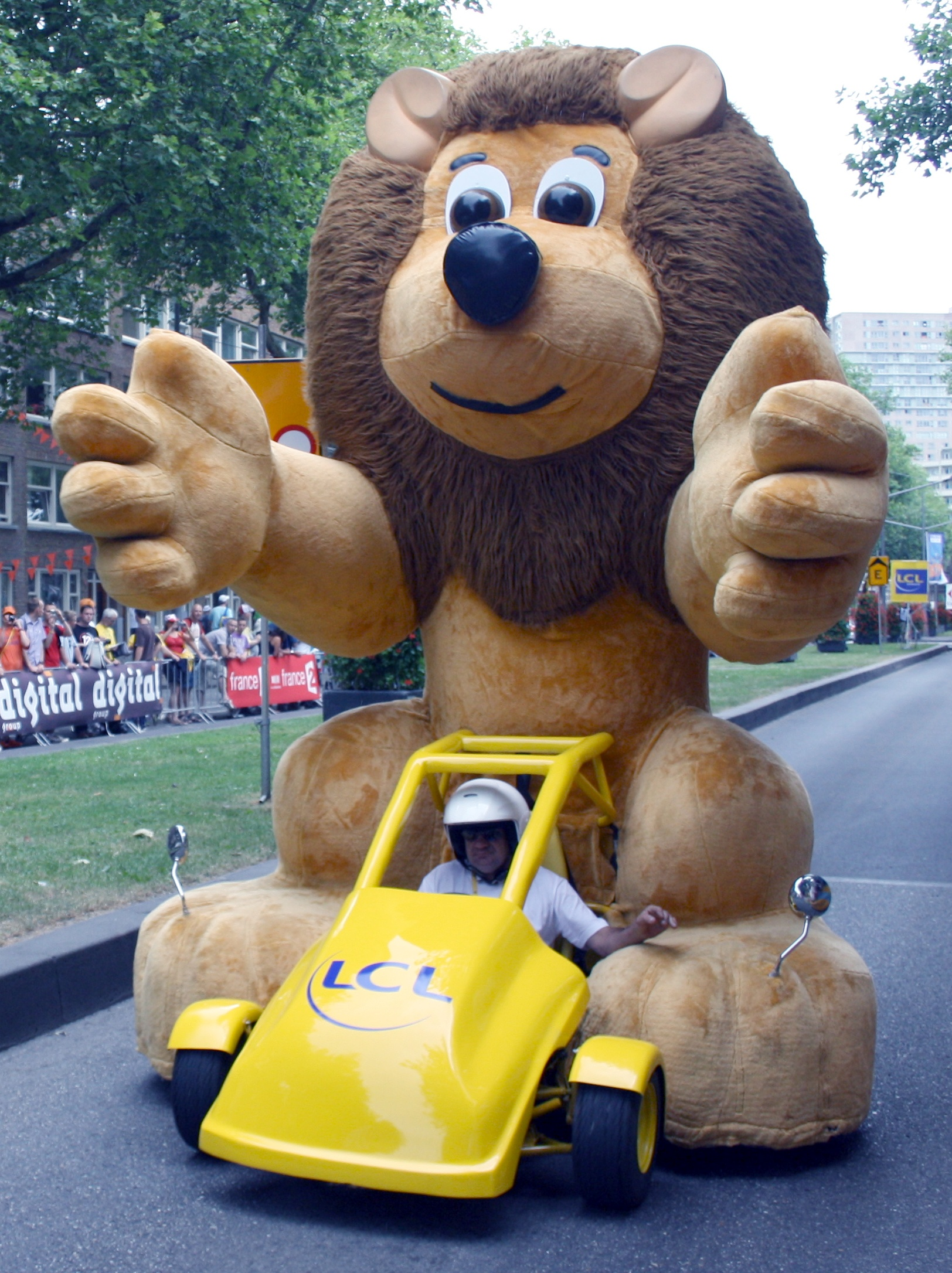
LCL Tour 2010 prologue.
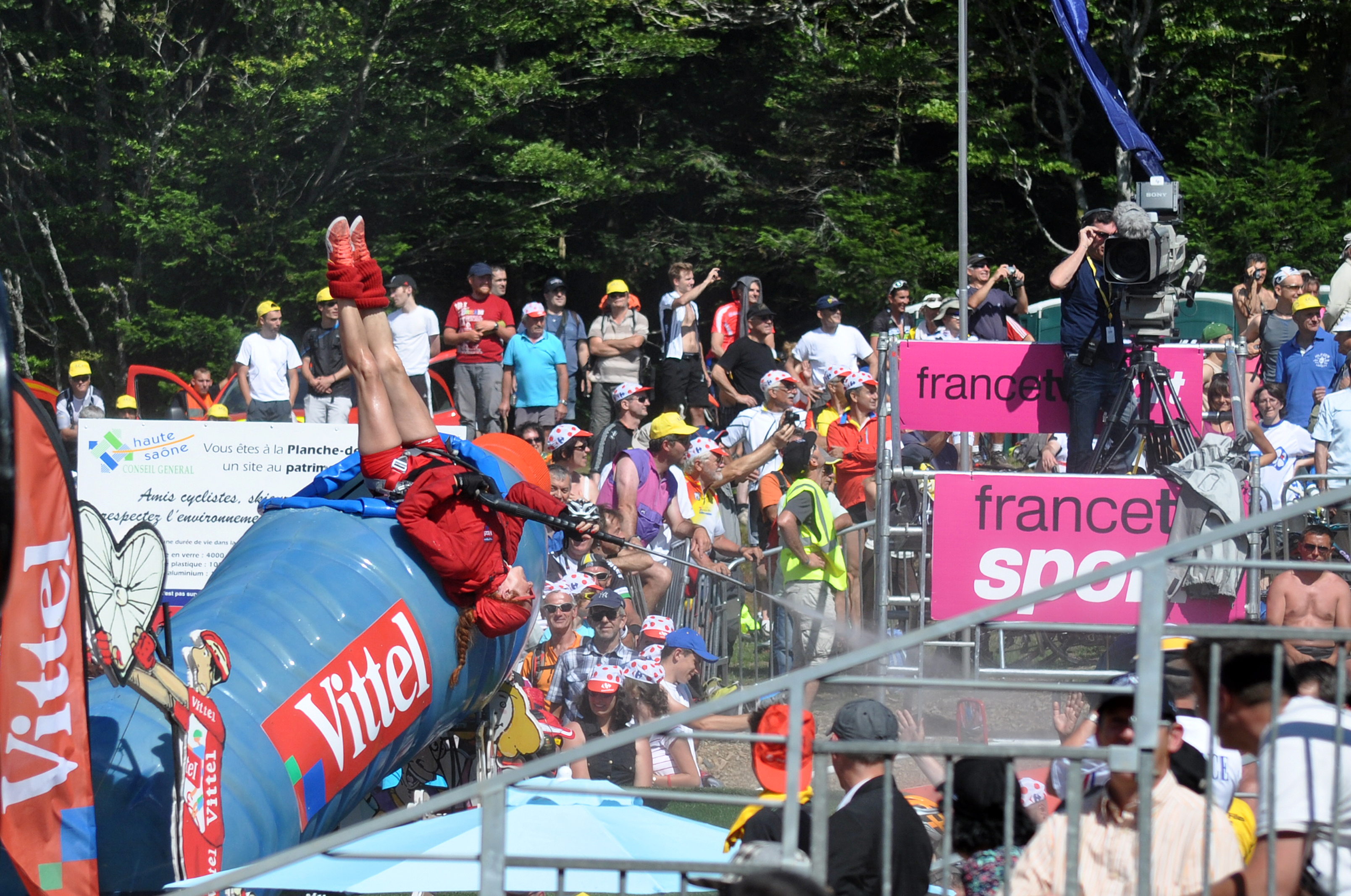
Une gymnaste arrose la foule.